# هانس فون توركيم
هانس فون توركيم (بالألمانية: Hans von Türckheim)‏ (و. 1853 – 1920 م) هو عالم نبات، ودبلوماسي من ألمانيا . ولد في كارلسروه .
توفي في كارلسروه ، عن عمر يناهز 67 عاماً.